# Styrax duidae
Styrax duidae là một loài thực vật có hoa trong họ Bồ đề. Loài này được Steyerm. miêu tả khoa học đầu tiên năm 1953.